# شهرستان‌های لائوس
کشور لائوس به ۱۶ استان (khoueng) و ۱ مرکز ادارای بعلاوه ۱ کلانشهر پایتخت وینتیان تقسیم‌بندی شده است.
شهرستان‌های (muang) این کشور نیز دومین سطح تقسیمات اداری در این کشور محسوب می‌شوند.

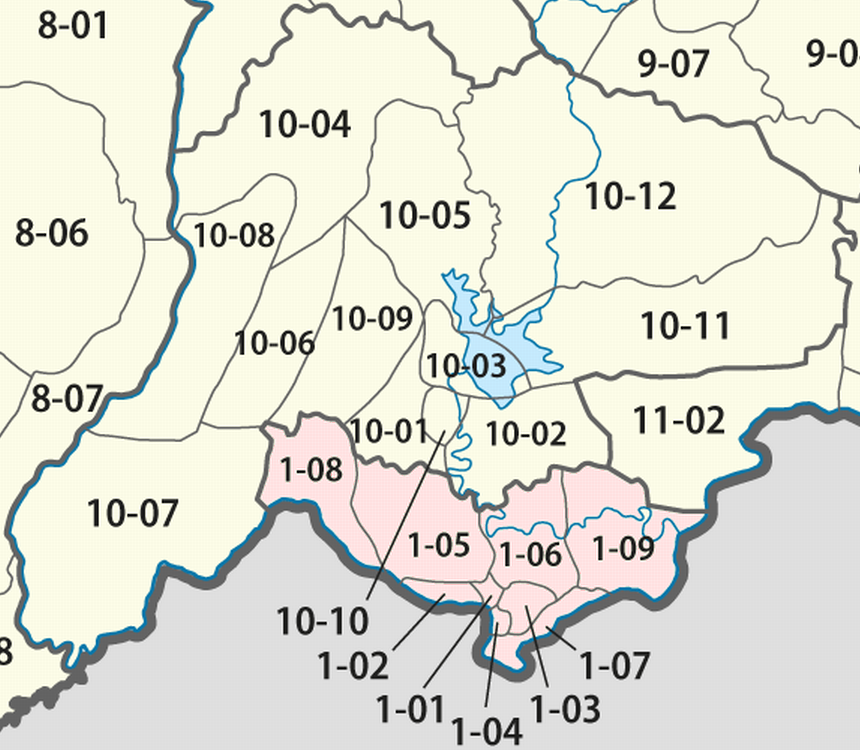
Vientiane Capital District Map
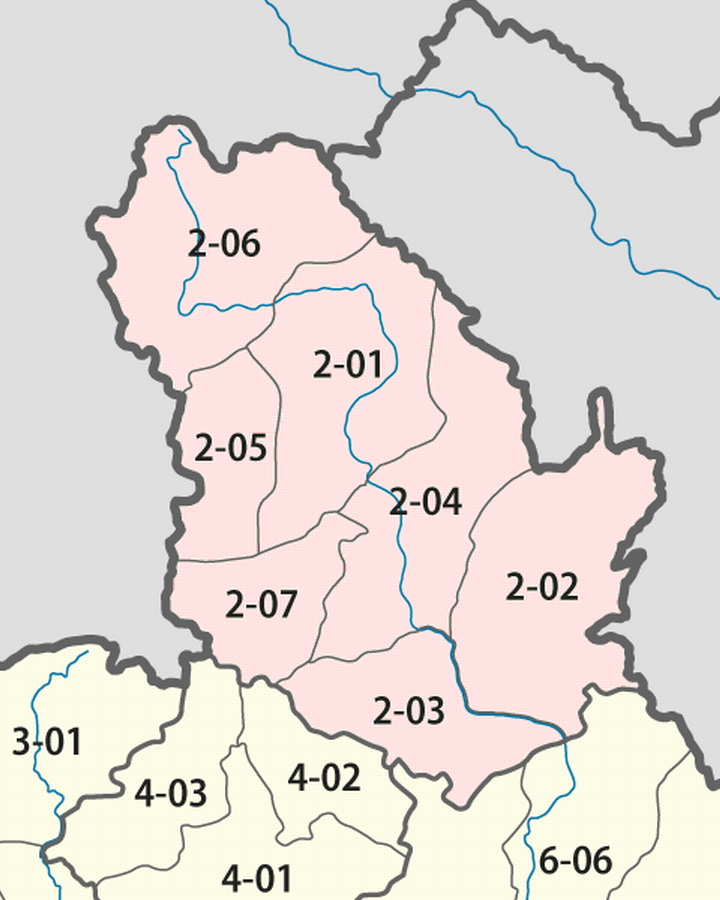
نقشه شهرستان‌های استان Phongsaly
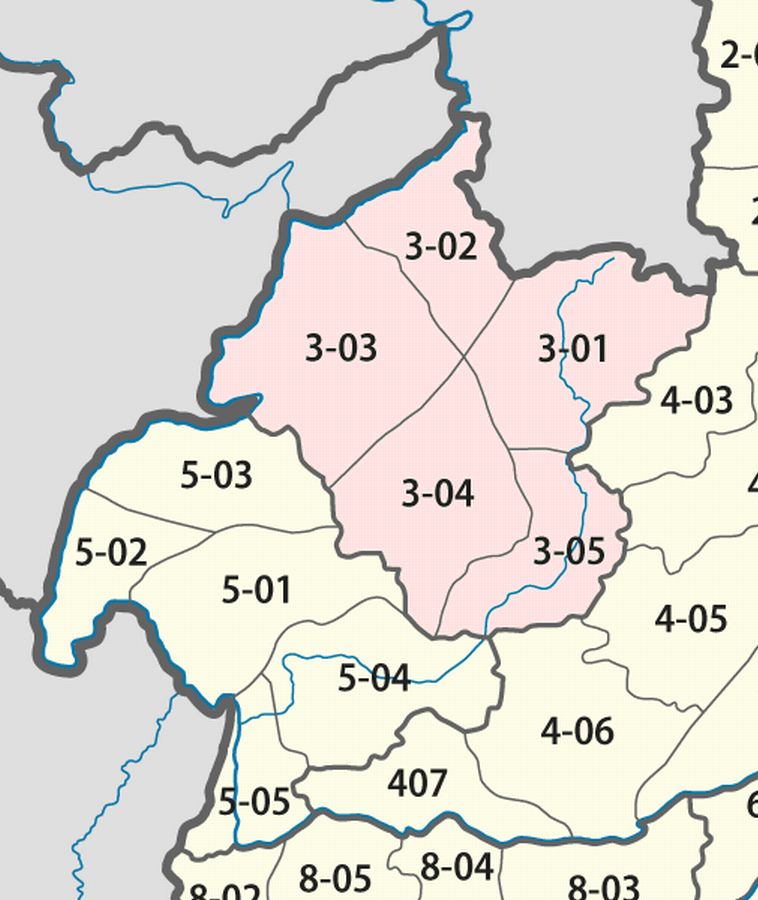
نقشه شهرستان‌های استان Louang Namtha
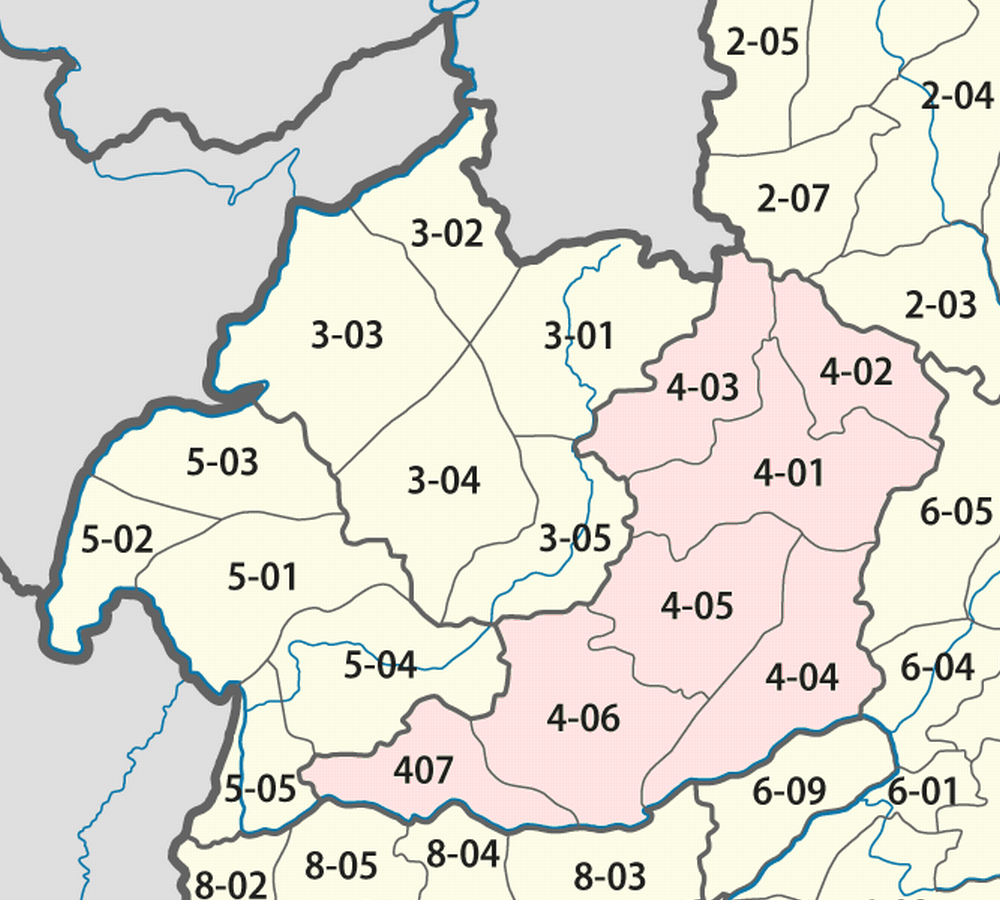
نقشه شهرستان‌های استان Oudomxay
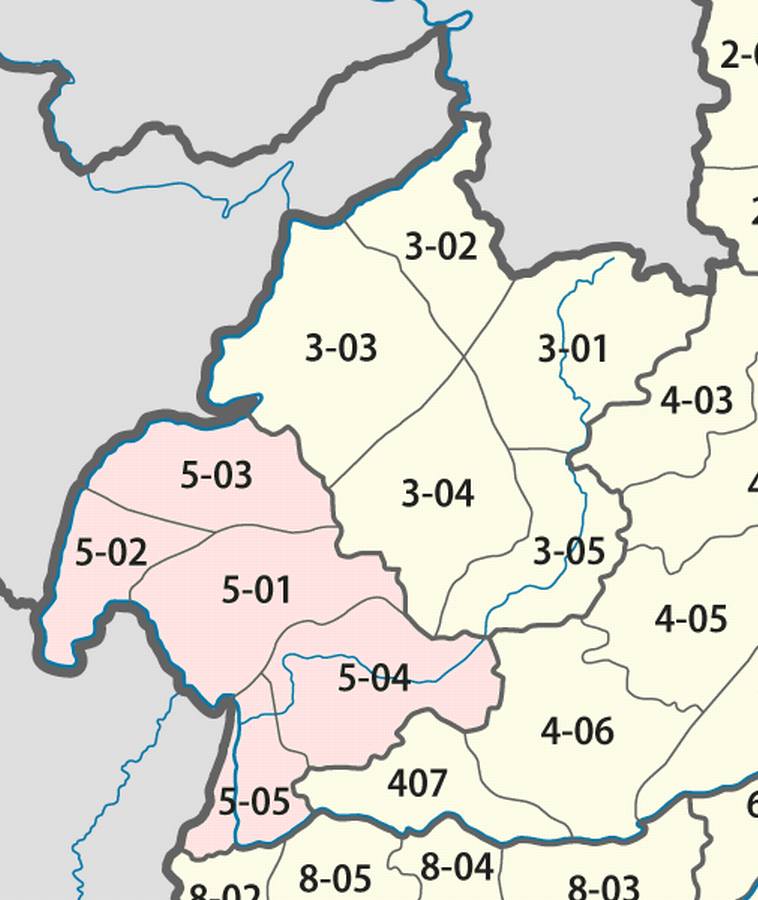
نقشه شهرستان‌های استان Bokeo
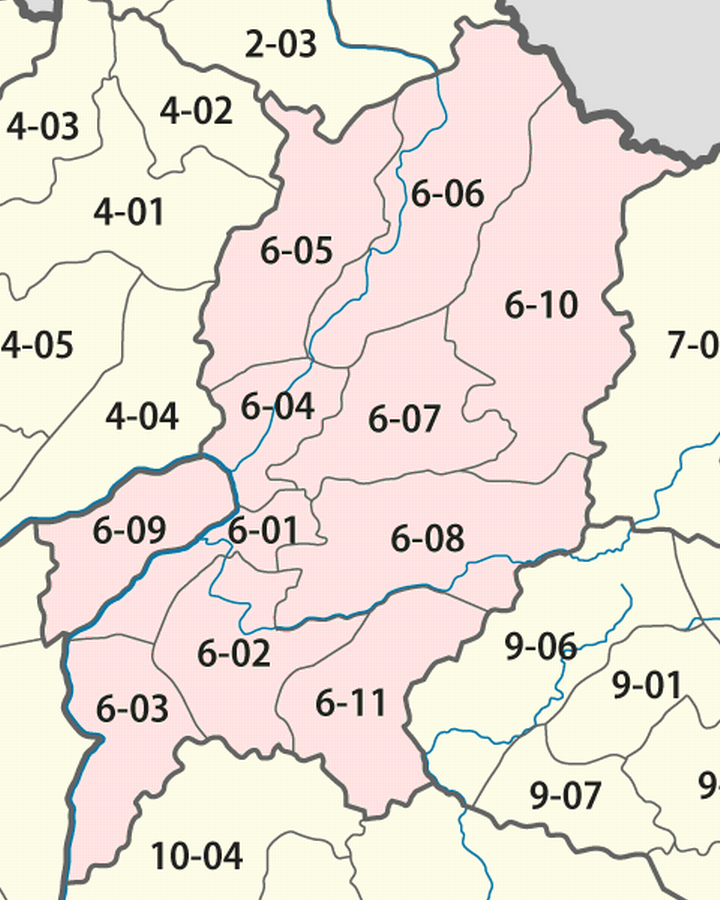
نقشه شهرستان‌های استان Luang Prabang
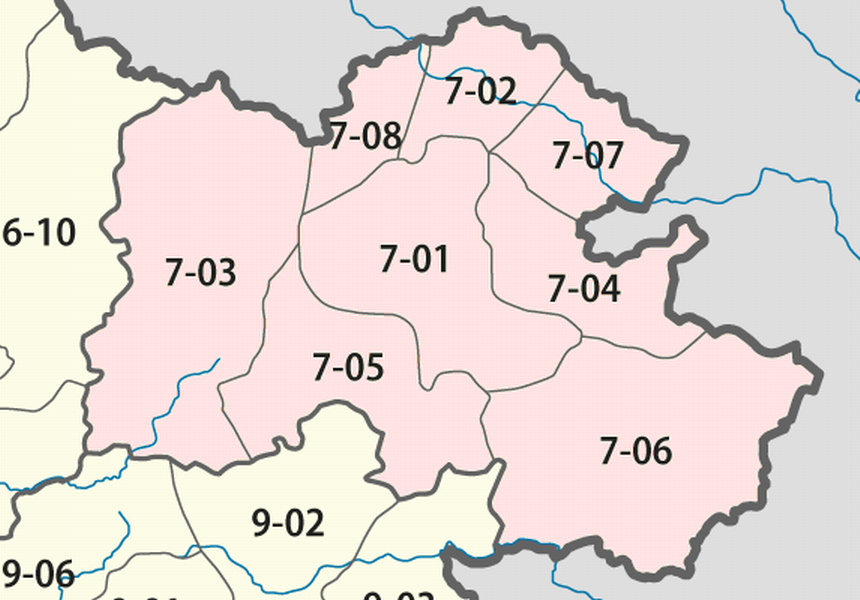
نقشه شهرستان‌های استان Houaphan
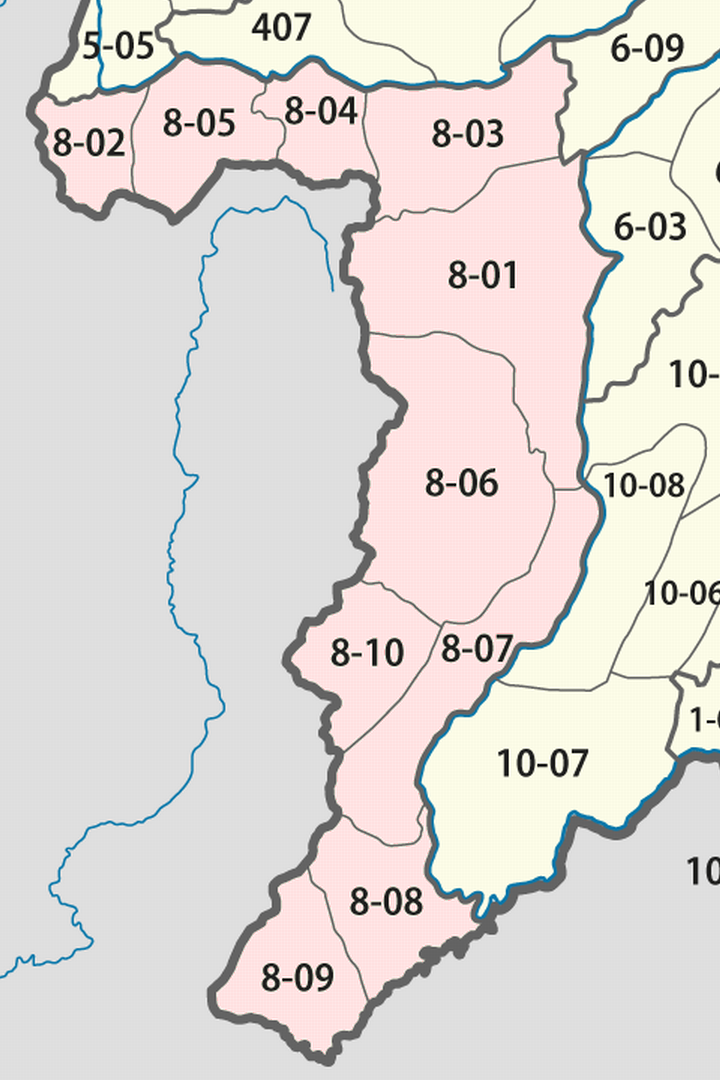
نقشه شهرستان‌های استان Sainyabuli
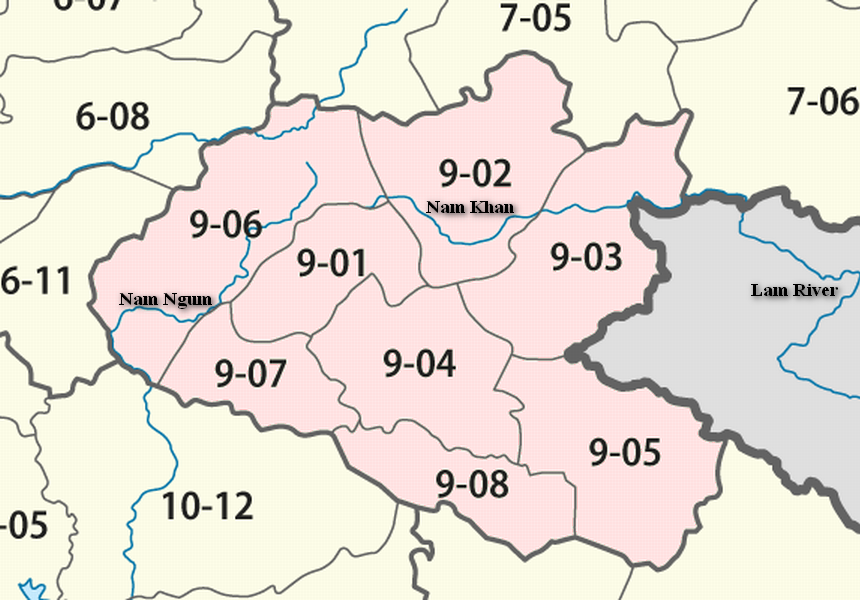
نقشه شهرستان‌های استان Xiengkhuang
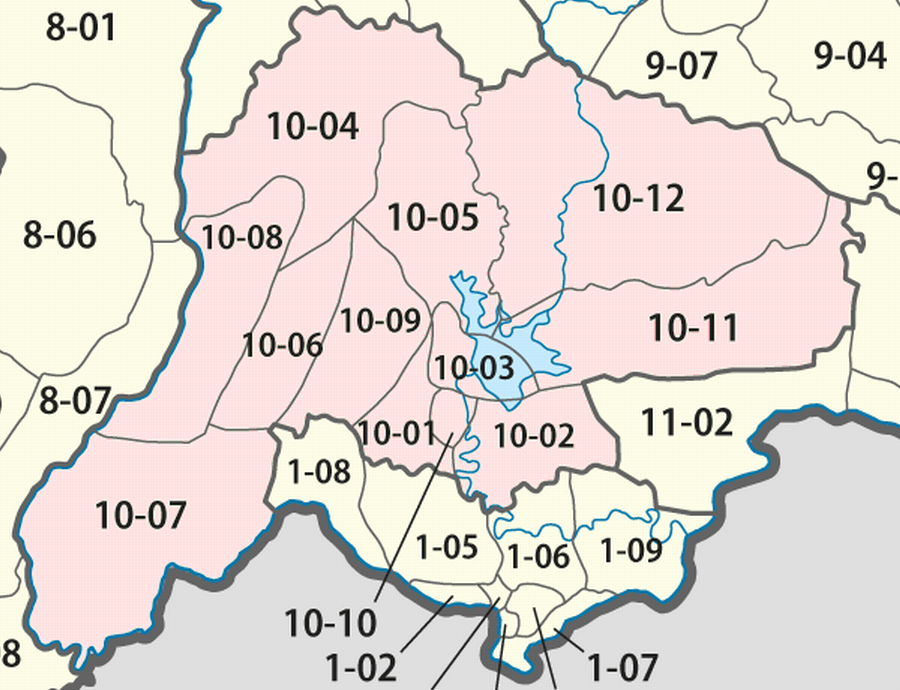
نقشه شهرستان‌های استان Vientiane
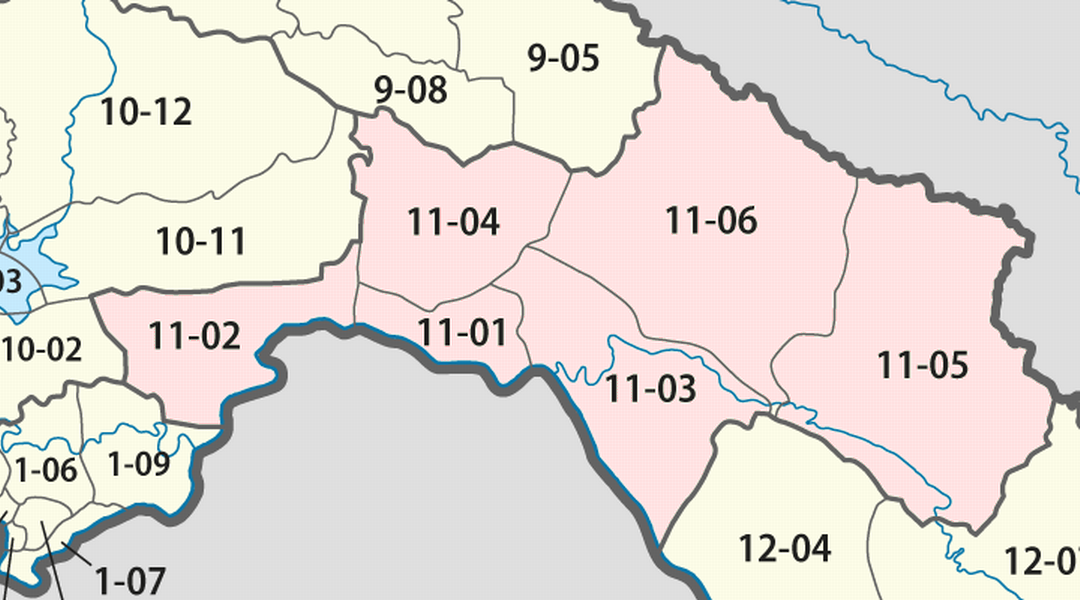
نقشه شهرستان‌های استان Bolikhamsai
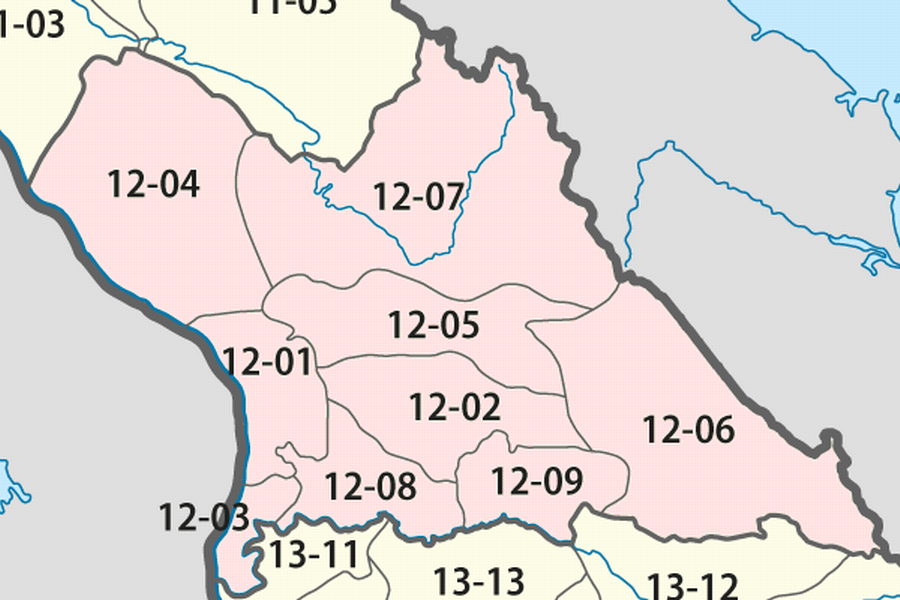
نقشه شهرستان‌های استان Khammouane
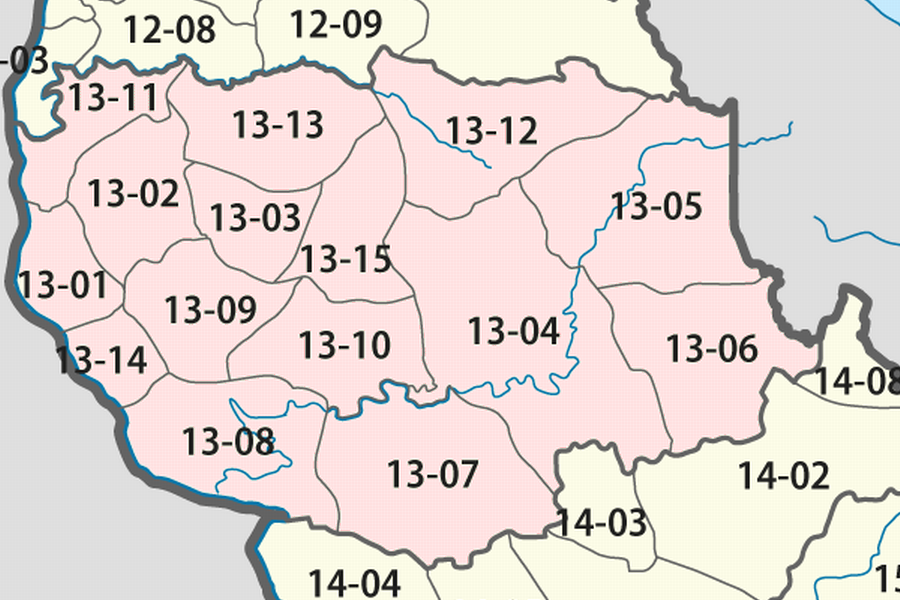
نقشه شهرستان‌های استان Savannakhet
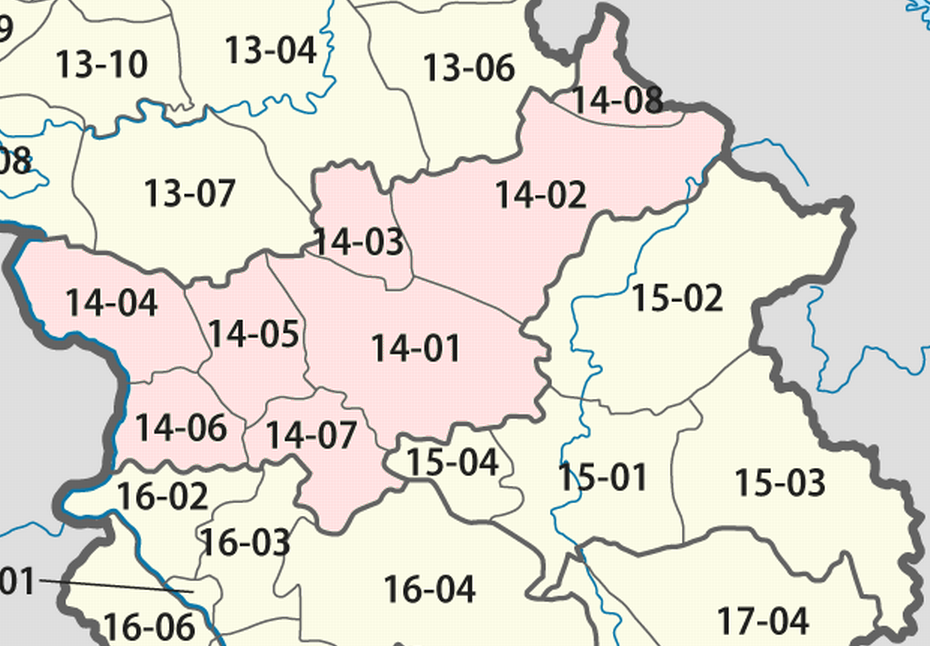
نقشه شهرستان‌های استان Salavan
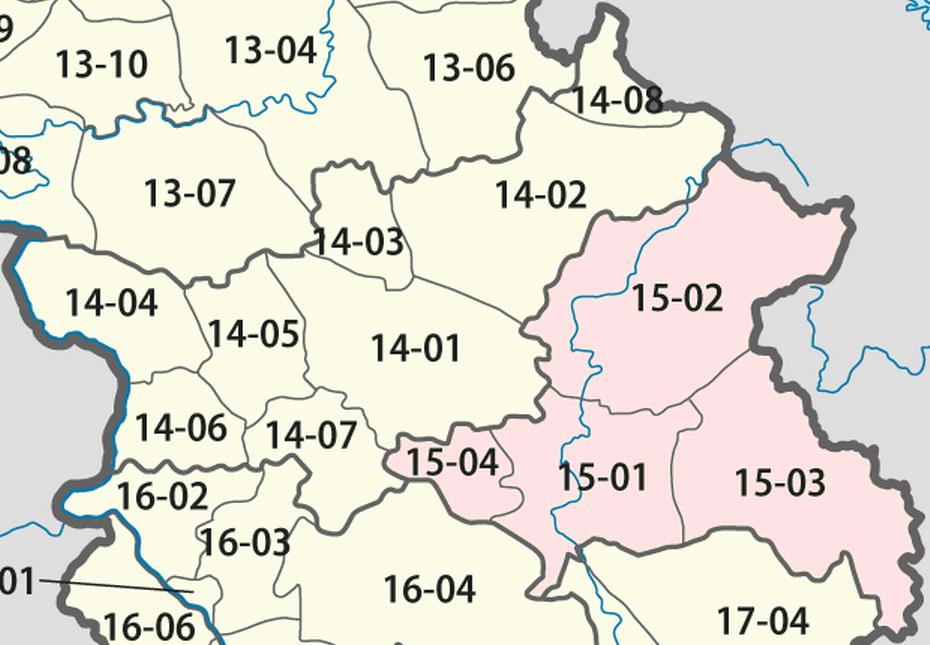
نقشه شهرستان‌های استان Sekong
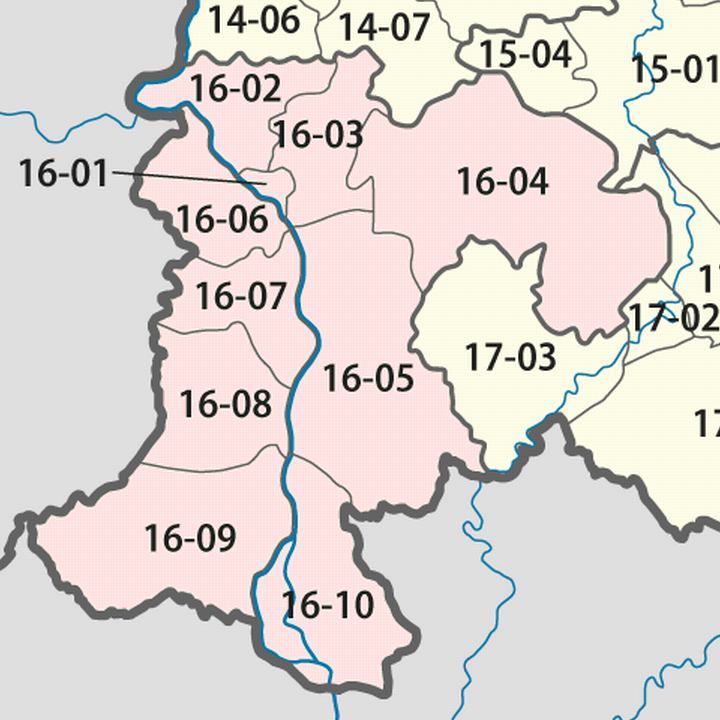
نقشه شهرستان‌های استان Champasak
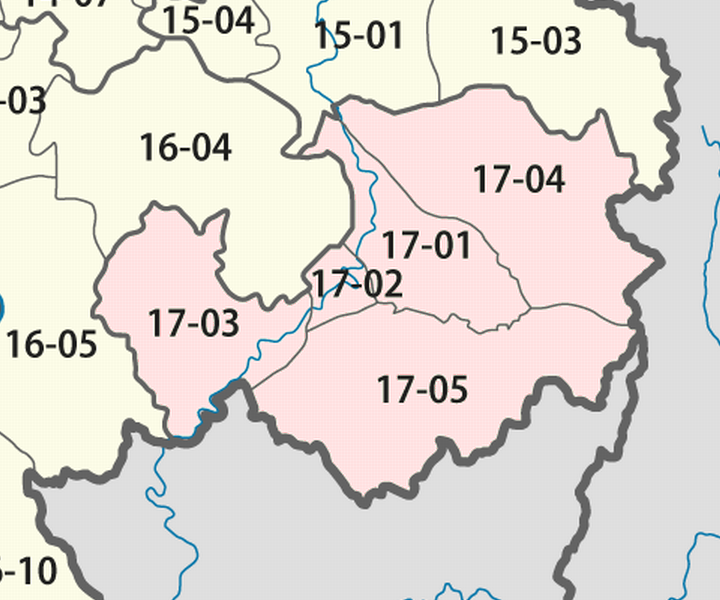
نقشه شهرستان‌های استان Attapeu